# An Post-ChainReaction/Saison 2013
Dieser Artikel listet Erfolge und Fahrer des Radsportteams An Post-ChainReaction in der Saison 2013 auf.

## Erfolge in der UCI Europe Tour
In der Saison 2013 gelangen dem Team nachstehende Erfolge in der UCI Europe Tour.
| Datum         | Rennen                                      | Kat. | Fahrer         |
| ------------- | ------------------------------------------- | ---- | -------------- |
| 20. Mai       | 2. Etappe An Post Rás                       | 2.2  | Shane Archbold |
| 21. Mai       | 3. Etappe An Post Rás                       | 2.2  | Sam Bennett    |
| 26. Mai       | 8. Etappe An Post Rás                       | 2.2  | Sam Bennett    |
| 7. Juni       | 2. Etappe Ronde de l’Oise                   | 2.2  | Glenn O’Shea   |
| 23. Juni      | Irische Meisterschaft – Straßenrennen (U23) | CN   | Jack Wilson    |
| 19. September | 4. Etappe Tour of Britain                   | 2.1  | Sam Bennett    |

## Abgänge – Zugänge
| Zugänge             | Team 2012                          | Abgänge            | Team 2013                    |
| ------------------- | ---------------------------------- | ------------------ | ---------------------------- |
| Steven Van Vooren   | Topsport Vlaanderen-Mercator       | Gediminas Bagdonas | AG2R La Mondiale             |
| Shane Archbold      | Marco Polo Cycling Donckers Koffie | Roy Jans           | Accent Jobs-Wanty            |
| Kieran Frend        | Node 4-Giordana Racing             | Kenneth Vanbilsen  | Topsport Vlaanderen-Baloise  |
| Glenn O’Shea        | Team Jayco-AIS                     | Connor McConvey    | Synergy Baku Cycling Project |
| Wout Franssen       | Neoprofi                           | Joren Segers       | Team 3M                      |
| Aaron Gate          | Neoprofi                           | Mark Christian     | Team Raleigh                 |
| Laurent Van Den Bak | Neoprofi                           | Jonathan Mould     | Team UK Youth                |
| Nicolas Vereecken   | Neoprofi                           | Jonathan Bellis    | ILLI-Bikes Cycling Team      |
| Alphonse Vermote    | Neoprofi                           | Mark Cassidy       | Unbekannt                    |
| Jack Wilson         | Neoprofi                           | Stijn Ennekens     | Unbekannt                    |
|                     |                                    | Scott Law          | Unbekannt                    |

## Mannschaft
| Name                | Geburtstag        | Nationalität           |
| ------------------- | ----------------- | ---------------------- |
| Shane Archbold      | 2. Februar 1989   | Neuseeland             |
| Sam Bennett         | 16. Oktober 1990  | Irland                 |
| Seán Downey         | 10. Juli 1990     | Irland                 |
| Niko Eeckhout       | 16. Dezember 1970 | Belgien                |
| Wout Franssen       | 9. Dezember 1992  | Belgien                |
| Kieran Frend        | 22. März 1989     | Vereinigtes Königreich |
| Aaron Gate          | 26. November 1990 | Neuseeland             |
| Pieter Ghyllebert   | 13. Juni 1982     | Belgien                |
| Ronan McLaughlin    | 11. März 1987     | Irland                 |
| Mark McNally        | 20. Juli 1989     | Vereinigtes Königreich |
| Glenn O’Shea        | 14. Juni 1989     | Australien             |
| Laurent Van Den Bak | 2. Oktober 1989   | Belgien                |
| Steven Van Vooren   | 5. Oktober 1986   | Belgien                |
| Nicolas Vereecken   | 21. Februar 1990  | Belgien                |
| Alphonse Vermote    | 11. Juli 1990     | Belgien                |
| Jack Wilson         | 10. August 1993   | Irland                 |
| Niels Wytinck       | 16. Juli 1991     | Belgien                |